# 费利克斯托
费利克斯托（英語：Felixstowe）是英国英格兰薩福克郡的城镇，滨临北海。菲力斯杜港是英国最大的集装箱码头。